# بريجيت جونز: مجنونة بالصبي
بريجيت جونز: مجنونة بالصبي (بالإنجليزية: Bridget Jones: Mad About the Boy) فيلم كوميدي رومانسي من إخراج مايكل موريس عام 2025، وسيناريو هيلين فيلدنغ، دان ميزر وآبي مورغان. يُعدّ الفيلم تكملةً لفيلم "رضيع بريدجت دجونس" (2016)، وهو الجزء الرابع من سلسلة أفلام بريجيت جونز، وهو مقتبس من رواية فيلدينغ الصادرة عام 2013. يستعيد كلٌّ من رينيه زيلويغر، هيو غرانت، كولين فيرث، وإيما تومسون أدوارهم السابقة في أفلام بريجيت جونز، ودانيال كليفر، ومارك دارسي، والدكتور رولينغز، على التوالي، مع انضمام تشيويتل إيجيوفور، وليو وودال، وإيسلا فيشر، وجوزيت سيمون، ونيكو باركر، وليلى فرزاد إلى طاقم التمثيل.

## قصة الفيلم
بريدجيت جونز، والدة بيلي ومابل، تستعد للخروج لأول مرة منذ زمن طويل. بينما يرعى دانيال كليفر أطفالها، تحضر بريدجيت حفل تأبين زوجها الراحل، مارك دارسي، الذي قُتل قبل أربع سنوات أثناء مهمة إنسانية في السودان. تقضي الأمسية العصيبة في تقبل التعازي وتتعرض لضغوط لبدء مواعدة جديدة.
كان بيلي ومابل لا يزالان مستيقظين عندما عادت بريدجيت إلى المنزل. لاحظت مابل بومة بيضاء تجلس خارج نافذتهم كل ليلة. تذكرت بريدجيت مارك وهو يغني للأطفال، وتتخيل رؤيته يفعل ذلك. ثم تأملت في النصائح والاقتراحات المتناقضة التي قدمها لها أصدقاؤها وعائلتها. تتذكر بريدجيت أمنية والدها كولين الأخيرة بأن تعيش حياتها على أكمل وجه، بالإضافة إلى اقتراح الدكتور رولينجز بالعودة إلى العمل، فتشعر بالحماس لبداية جديدة. بعد أن اتصلت ميراندا لطلب اقتراحات بشأن مقابلة مباشرة لبرنامجها النسائي، اتصلت بريدجيت بريتشارد وأصبحت منتجة برامج.  في اللحظة التي قررت فيها بريدجيت العودة إلى عالم المواعدة، التقت بحارس الحديقة روكستر، البالغ من العمر 29 عامًا، الذي يلاحقها عبر تطبيق تندر، وبعد أيام من الرسائل النصية، رتبا موعدًا. قدم أصدقاء بريدجيت النصائح قبل أن يخرجا. تطورت علاقة بريدجيت وروكستر خلال الصيف، حيث وصفته مابل سريعًا بأنه "والدهما الجديد". أما بيلي، الذي لا يزال يعاني من وفاة والده، فقد بدا أقل حماسًا.
دُعيت بريدجيت إلى صف بيلي لمناقشة عملها كمنتجة تلفزيونية. ولتوضيح ذلك، اختارت فتاة لتكون منتجة، بينما تولت هي دور المذيعة وأجرت مقابلة مع مدرس العلوم سكوت واليكر. تحول شرح بسيط ظاهريًا لدورة حياة حشرة إلى أمر أكثر جدية عندما طرحت بريدجيت أسئلة حول ما إذا كانت جميع الكائنات الحية تمتلك أرواحًا.
في حفل عيد ميلاد لزميلة بريدجيت، دخل روكستر بحماس. وبينما كانا يستمتعان بالأمسية، علّق روكستر عفويًا عن رغبته في آلة زمن.  في صباح اليوم التالي، تستيقظ بريدجيت لتجده قد رحل. فيتجاهلها تمامًا.
دانيال، الذي دخل المستشفى بسبب نوبة قلبية، يتصل ببريدجيت، معتقدًا أنها الوحيدة التي قد تهتم لأمره. يفكر في وحدته، ويذكر أنه لم ير ابنه المراهق لأكثر من عقد. بريدجيت، التي تفتقد والدها المتوفى بشدة، تشجع دانيال على إعادة التواصل مع ابنه.
يظهر روكستر في الاستوديو ليعتذر لبريدجيت. يعترف بأنه شعر بالذعر، لكنه يعلن أنه مستعد الآن للالتزام بها وبأطفالها. تعرب بريدجيت عن رغبتها في آلة زمن ليتمكن من اللحاق بها، لكنها ترفض طلبه. في ذلك المساء، بعد أن أطلعت مجددًا على مقالاتها وتذكاراتها عن مارك، تكتب له رسالة مؤثرة. في عيد ميلاد مارك، تذهب بريدجيت وبيلي ومابل إلى حديقة لإطلاق بالونات تحمل رسائلهم إليه.
في رحلة مدرسية إلى منطقة البحيرة، تتحدث بريدجيت مع سكوت.  يقول إنه كان يتوقع دائمًا أن ينجب أطفالًا، لكن ذلك لم يحدث. عندما غادرت بريدجيت لتهدئة طفل، اعترف بيلي لسكوت بأنه يخشى نسيان والده. أكد له سكوت أن والده جزء منه، ولن يرحل أبدًا.
في حفل استعراض عطلة الشتاء المدرسية، غنى بيلي أغنية "سأفعل أي شيء" تكريمًا لوالده. تعلم بريدجيت أن مارك كان سيشعر بالفخر. شكرت سكوت على مساعدة عائلتها في التعافي، ودعته للانضمام إليهم وإلى أصدقائها في حانة بعد ذلك. عند وصوله إلى الحانة، استدار سكوت ليغادر، لكن بريدجيت أمسكته في الخارج. اعترف بأنه منجذب إليها، تمامًا مثل قانون نيوتن الثالث للمساواة والتضاد، قبل أن تقبله بريدجيت.
بعد عام، أقامت بريدجيت حفل رأس السنة في منزلها لعائلتها وأصدقائها، بمن فيهم سكوت ودانيال، الذي التقى بابنه إنزو البالغ من العمر 16 عامًا.  بعد انتهاء الحفلة، وبينما كانت بريدجيت تُدخل الأطفال إلى فراشهم، لاحظوا البومة وهي تطير بعيدًا، وهو ما رآه سكوت أيضًا في الطابق السفلي. ساعد سكوت بريدجيت في فتح سحاب فستانها، وتبادلا القبلات.

## طاقم التمثيل
- رينيه زيلويغر بدور بريدجيت جونز
- تشيويتل إيجيوفور بدور سكوت واليكر، مُعلّم في مدرسة أطفال بريدجيت
- ليو وودال بدور روكستر ماكدوف، حبيب بريدجيت الأصغر سنًا
- جيم برودبنت بدور كولين جونز، والد بريدجيت
- جيما جونز بدور باميلا جونز، والدة بريدجيت
- كولين فيرث بدور مارك دارسي، زوج بريدجيت الراحل
- هيو غرانت بدور دانيال كليفر
- جيمس كاليس بدور توم
- شيرلي هندرسون بدور جود
- سالي فيليبس بدور شارون "شازر"
- سارة سليماني بدور ميراندا، صديقة بريدجيت ومقدمة برنامج "امرأة أفضل"
- سيليا إمري بدور أونا ألكونبري
- ليلى فرزاد بدور نيكوليت
- جوزيت سيمون بدور تاليثا، مقدمة برنامج "امرأة أفضل" مع ميراندا
- نيكو باركر بدور كلوي، مربية أطفال بريدجيت
- نيل بيرسون بدور ريتشارد فينش
- دولي ويلز بدور ووني
- كلير سكينر بدور ماجدة
- كاسبر كنوبف بدور بيلي دارسي، ابن بريدجيت ومارك
- ميلا يانكوفيتش بدور مابل دارسي، ابنة بريدجيت ومارك
- إيان ميدلين بدور بول
- إيما تومسون بدور الدكتورة رولينجز
- إيسلا فيشر بدور ريبيكا، جارة بريدجيت الجديدة
- جوانا سكانلان بدور كاثي
- أليساندرو بيديتي بدور إنزو

## وصلات خارجية
- بريجيت جونز: مجنونة بالصبي على موقع IMDb (الإنجليزية)
- بريجيت جونز: مجنونة بالصبي على موقع ميتاكريتيك (الإنجليزية)
- بريجيت جونز: مجنونة بالصبي على موقع روتن توميتوز (الإنجليزية)
- بريجيت جونز: مجنونة بالصبي على موقع قاعدة بيانات الأفلام العربية
- بريجيت جونز: مجنونة بالصبي على موقع ألو سيني (الفرنسية)
- بريجيت جونز: مجنونة بالصبي على موقع فيلمافينيتي (الإسبانية)
- بريجيت جونز: مجنونة بالصبي على موقع قاعدة بيانات الأفلام السويدية (السويدية)
- بريجيت جونز: مجنونة بالصبي على موقع قاعدة بيانات الفيلم (الإنجليزية)
- بريجيت جونز: مجنونة بالصبي على موقع ليتربوكسد (الإنجليزية)